# Ancerville (Meuse)
Ancerville is een gemeente in het Franse departement Meuse (regio Grand Est). De gemeente telde 2.583 inwoners op 1 januari 2022. De plaats maakt deel uit van het arrondissement Bar-le-Duc.

## Geografie
De oppervlakte van Ancerville bedroeg op 1 januari 2022 21,58 vierkante kilometer; de bevolkingsdichtheid was toen 119,7 inwoners per km². De gemeente grenst in westen aan Saint-Dizier (Haute-Marne). De Marne vormt een deel van de gemeentegrens.
De onderstaande kaart toont de ligging van Ancerville met de belangrijkste infrastructuur en aangrenzende gemeenten.

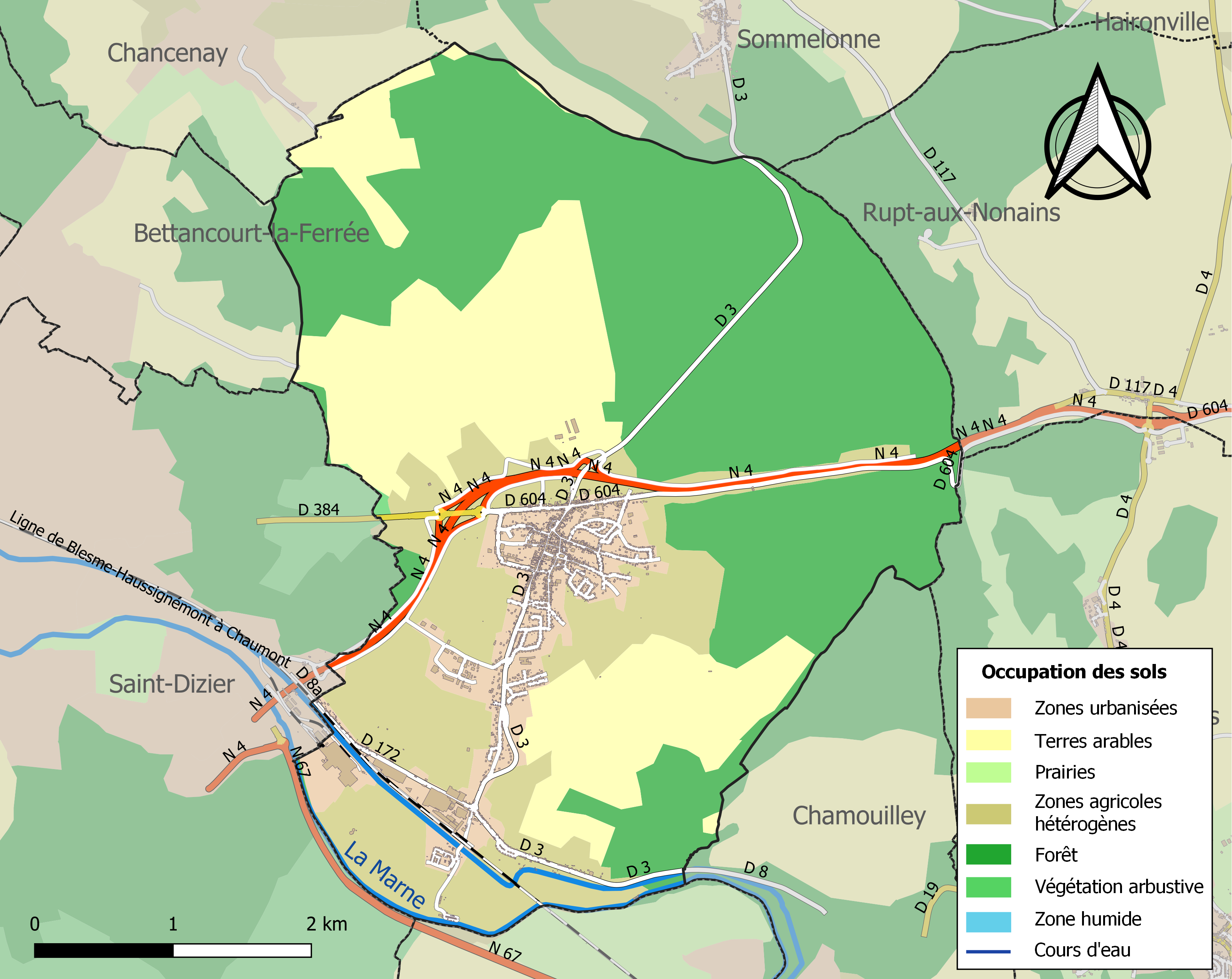

## Demografie
Onderstaande figuur toont het verloop van het inwonertal (bron: INSEE-tellingen).